# محمد كامل باشا المهندس
محمد كامل باشا المهندس (بالتركية: Mühendis Mehmed Kâmil Paşa)‏ هو سياسي عثماني، تولى منصب والي البوسنة.

## مناصبه
تولى المناصب التالية:
- والي البوسنة (1843–1844)
- سرعسكر (1857–1857)